# Мьер, Кевин Леонардо
Ке́вин Леона́рдо Мьер Ро́блес (исп. Kevin Leonardo Mier Robles; род. 18 мая 2000, Барранкабермеха, Сантандер) — колумбийский футболист, вратарь  клуба «Крус Асуль».

## Клубная карьера
Мьер — воспитанник клубов «Оро Негро» и «Атлетико Насьональ». В 2019 году Кевин был включён в заявку последних на сезон. В том же году Мьер на правах аренды перешёл в «Индепендьенте Санта-Фе», но так и не дебютировал за команду. В начале 2020 года Кевин на правах аренды перешёл в «Вальедупар». 13 марта в матче против «Форталеса Сипакира» он дебютировал в колумбийской Примеры B. По окончании аренды игрок вернулся в Атлетико Насьональ. 25 февраля 2021 года в матче против «Атлетико Букараманга» он дебютировал в Кубке Мустанга. В составе команде Кевин завоевал Кубок Колумбии и выиграл чемпионат. 

## Международная карьера
В 2017 году в составе юношеской сборной Колумбии Мьер принял участие в юношеском чемпионате Южной Америки в Чили. На турнире он принял участие в матчах против команд Уругвая, Боливии, Венесуэлы, Бразилии, Парагвая, а также дважды против Эквадора и Чили.
В том же году Мьер принял участие в юношеском чемпионате мира в Индии. На турнире он принял участие в матчах против команд Ганы, Индии, США и Германии.
В 2019 года Мьер в составе молодёжной сборной Колумбии принял участие в молодёжном чемпионате Южной Америки в Чили. На турнире он сыграл в матчах против команд Боливии, Эквадора, Чили, Аргентины, Уругвая, а также дважды против Венесуэлы и Бразилии.
В том же году Мьер принял участие в молодёжном чемпионате мира в Польше. На турнире он сыграл в матчах против команд Польши, Сенегала, Таити, Новой Зеландии и Украины. 